# 櫻田慧
櫻田慧（日语：櫻田 慧，1937年1月19日—1997年5月24日），日本企業家，摩斯漢堡創辦人。弟弟為日本電視台電視製作人、靜岡第一電視台社長櫻田和之。姪子是前摩斯漢堡會長櫻田厚。

## 經歷
櫻田慧出生於日本岩手縣。1960年，畢業於日本大學經濟系。同年加入SMBC日興證券，於1965年離職。1972年，他與SMBC日興證券的三位同事成立了“摩斯漢堡”，並擔任社長一職。自1990年擔任會長。1993年獲得藍綬褒章。